# Aglaia samoensis
Aglaia samoensis là một loài thực vật thuộc họ Meliaceae. Loài này có ở American Samoa, Indonesia, Papua New Guinea, Samoa, quần đảo Solomon, Vanuatu, và Wallis quần đảo và Futuna.